# Пелагеївський заказник
Пелаге́ївський заказник — ботанічний заказник місцевого значення в Україні. Розташований на території Новобузького району Миколаївської області, у межах Кам'янської сільської ради.
Площа — 123,5 га. Статус надано згідно з рішенням Миколаївської обласної ради від № 11 від 12.03.1993 року задля збереження ділянок зростання рослин, що зникають.
Заказник розташований на північ від села Пелагіївка.
На території заповідного об'єкта (степова балка Каламурзова) зростають та збереглись угруповання формацій ковил Лессінга, волосистої, української, пухнастолистої, шорсткої, гранітної. Тут відзначені карагана скіфська, півники понтичні, тюльпан бузький, брандушка різнобарвна, голонасінник одеський.
З 2002 року заказник входить до складу території РЛП «Приінгульський».